# Kavaliershaus (Darmstadt-Kranichstein)
Das Kavaliershaus (eigentlich Kavaliersbau) des Jagdschlosses Kranichstein in der Kranichsteiner Straße 261 ist ein Bauwerk in Darmstadt-Kranichstein.

## Geschichte und Beschreibung
Das Kavaliershaus wurde im frühen 18. Jahrhundert westlich der nordwestlichen Ecke des Jagdschlosses Kranichstein erbaut. Stilistisch gehört das Gebäude zum Barock. Das eingeschossige Haus hat ein biberschwanzgedecktes Mansarddach. Fünf Fensterachsen gliedern die Fassade. Die verputzte Fassade besitzt für die Bauzeit typische Sprossenfenster.
Das Kavaliershaus diente nach dem Zweiten Weltkrieg als Ausflugslokal. In den Jahren 1989 bis 1992 wurde das Gebäude saniert.
Heute dient das Gebäude als Café und Restaurant.

## Denkmalschutz
Das Kavaliershaus ist aus architektonischen und stadtgeschichtlichen Gründen ein Kulturdenkmal.